# 리히텐슈타인 민주당
리히텐슈타인 민주당(독일어: Demokraten pro Liechtenstein, 민주당, DPL)은 리히텐슈타인의 정당이다. 2018년 9월 독립당의 분리로 결성된 이 당은 초기에 리히텐슈타인 의회에서 3석을 차지했었다. 2021년 리히텐슈타인 총선에서는 2석을 차지했다.

## 역사
2018년 8월 16일, 의회 의원 에리히 하슬러(Erich Hasler)는 당 조직 및 회원에 대한 당수 Harry Quaderer와의 의견 불일치로 인해 독립(Independents, DU)에서 제명되었다. 이후 독립을 대표하는 의회 의원인 Thomas Rehak와 Herbert Elkuch도 하슬러의 제명에 반대하여 당을 떠났다. 이들은 "신파벌"(Neue Fraktion)이라는 임시 이름의 새로운 의회 그룹을 결성하였다. 이로 인해 독립은 의회에서 단 두 명의 의원만 남게 되었고, 새로운 그룹은 의회 의회에서 독립의 의장직을 부여받았다. 리히텐슈타인 민주당은 2018년 9월 21일 공식적으로 창당되었으며, Thomas Rehak가 당의 리더가 되었다.
당초 민주당이 선거에 출마하지 않고 랜트탁에 진입했기 때문에 공적 자금을 받을 자격이 있는지에 대한 논란이 있었다. 2019년 2월, 행정 법원은 민주당에게 정치당 재정법에 따라 랜트탁에 대표되는 모든 정당이 받을 수 있는 연간 일시금 55,000 스위스 프랑을 지급하라고 판결하였다.
민주당은 선거에 출마하지 않고 의회에 들어갔기 때문에 처음에는 공적 자금을 받을 자격이 있는지에 대한 논란이 있었다. 2019년 2월 행정법원은 민주당에 정당자금법(Political Party Financing Act)에 따라 의회에 대표되는 모든 정당이 받을 자격이 있는 연간 일시금 55,000 스위스 프랑를 승인했다.
리히텐슈타인 2021년 총선에서 민주당은 두 개의 의석을 차지했고 Thomas Rehak과 Herbert Elkuch는 의회 의원으로 남았으며 Erich Hasler는 민주당의 부회원으로 선출되었다.
2024년 여론조사에 따르면, 이 당은 2025년 리히텐슈타인 총선에서 2021년보다 상당히 증가된 득표율을 얻을 것으로 예상됐다. 이후 선거에서 리히텐슈타인 역사상 제3당이 차지한 가장 많은 의석인 6석을 의회에서 차지했다.

## 정치적 입장
민주당은 독립와 함께 이념적으로 우익 포퓰리즘으로 간주된다. 이 당은 이주와 유럽 통합에 회의적이다.
당은 2022년에 연간 건강 보험 공제액에서 노인 면제를 위한 국민 발의를 시작하였다. 이는 2021년 9월 29일 의회에서 제안이 거부된 데 대한 대응이었다. 이 제안은 2022년 4월 29일에 2,846개의 유효한 서명을 받았으며, 이후 6월 26일에 열린 후속 국민투표에서 승인됐다.
2023년 6월 27일, 민주당은 리히텐슈타인의 헌법을 개정하여 총리와 정부의 선출 방식을 변경하는 국민 발의를 제안하고, 이를 주의회에 제안으로 제출하여 비밀 투표 로 투표에 부쳤다. 이 제안에 따르면, 선거 후에 가장 많은 표를 얻은 정당들이 연합 협정을 체결하면, 6명의 후보 중 5명이 미래 정부를 구성하게 된다. 만약 연합 협정이 이루어지지 않을 경우, 가장 많은 표를 얻은 정당은 이미 구성원인 정부 장관이 아닌 두 명의 추가 장관을 지명해야 한다. 이 국민 발의는 1,994개의 유효한 서명을 받았으나, 2024년 2월 25일에 열린 국민 투표에서 유권자들에 의해 거부되었다.
민주당은 리히텐슈타인 국립 방송국인 라디오 리히텐슈타인의 민영화와 관련하여 또 다른 국민 발의를 선도하였다. 2024년 8월 2일에 1,729개의 유효 서명을 받았고 10월 27일에 있었던 후속 국민투표에서 승인되었다.

## 선거 결과

### 총선
| 선거 | 지도자       | 투표   | %     | 좌석   | +/–    | 계급  |
| ---- | ------------ | ------ | ----- | ------ | ------ | ----- |
| 2021 | Thomas Rehak | 22,456 | 11.14 | 2 / 25 | (초선) | 4번째 |
| 2025 | Thomas Rehak | 48,370 | 23.32 | 6 / 25 | 4      | 3번째 |

### 지방선거
| 시장 선거   | 시장 선거 | 시장 선거 | 시장 선거 | 시장 선거 | 시장 선거 | 시장 선거 | 시장 선거 | 시장 선거 |
| 년도        | 1라운드   | 1라운드   | 1라운드   | 2라운드   | 2라운드   | 2라운드   | 총 시장   |           |
| 년도        | 투표      | %         | 시장      | 투표      | %         | 시장      | 총 시장   |           |
| ----------- | --------- | --------- | --------- | --------- | --------- | --------- | --------- | --------- |
| 2019        | 719       | 5.5       | 0         | 625       | 11.5      | 0         | 0         |           |
| 출처 : 1, 2 |           |           |           |           |           |           |           |           |

| 시의회                                       | 시의회 | 시의회 | 시의회  | 시의회 |
| 년도                                         | 투표   | %      | 좌석    |        |
| -------------------------------------------- | ------ | ------ | ------- | ------ |
| 2019                                         | 3,119  | 2.1    | 1 / 104 |        |
| [:en:2023_Liechtenstein_local_elections]2023 | 8,980  | 6.1    | 5 / 104 |        |
| 출처 : 1, 2, 3                               |        |        |         |        |

## 같이 보기
- 리히텐슈타인의 정당
  - 독립
  - 조국연합
  - 진보시민당
  - 자유 명단